# Nuove strade Anas (200-299)
Le strade che, attualmente, non fanno più parte dell'Anas ma che sono gestite da regioni, province o comuni sono contrassegnate dalla dicitura ex davanti al simbolo; c'è però da tenere presente che, per quasi tutte le strade, l'attuale competenza ANAS è ridotta rispetto alla lunghezza originale dell'arteria stessa: le strade che sono in parte gestite dall'ANAS e in parte da altri enti non sono contrassegnate dalla scritta ex.
| Numero     | Denominazione                                          | Lunghezza           | Capisaldi ufficiali di itinerario | Percorso |  |
| ---------- | ------------------------------------------------------ | ------------------- | --- | -------- |  |
|            | ex SS 51 (Variante tra Castello Lavazzo e Macchietto)  | 10,520 km           | Innesto su S.S. n. 51 al km 53+280 (Termine di Cadore) - Innesto su S.S. n. 251 al km 63+800 |          |  |
| ex         | Secante di Cesena                                      | 9,470 km            | Innesto su S.S. n. 9 al km 22+500 presso Cesena - Innesto su S.S. n. 3 bis al km 225+445 presso Cesena Classificata come SS 726 |          |  |
| ex         | Tangenziale di Cesena                                  | 4,363 km            | Innesto su S.S. n. 9 al km 22+747 - Svincolo Stadio di Cesena Successivamente inserita nell'itinerario della NSA 230 |          |  |
|            | Tangenziale di Forlì                                   | 5,478 km            | Innesto su S.S. n. 9 al km 51+720 - Rotatoria con le Vie Comunali "Ravegnana" e "Solombrini" |          |  |
|            | Tangenziale di Forlì                                   | 3,900 km            | Rotatoria con le vie comunali "Golfarelli", "Romagnoli" e "Mattei" - Rotatoria con la S.P. n. 72 |          |  |
| ex         | Nuova SS 125                                           | 49,815 km 16,892 km | 1° tronco: innesto in località Santa Barbara con la S.P. n. 20 "Solanas Casatiadas" - Innesto con la S.S. n. 125 al km 86+794 presso San Giorgio 2° tronco: Innesto con la S.S. n. 125 presso Tertenia - Innesto con la S.S. n. 125 presso Cardedu Classificata come parte della SS 125 var |          |  |
|            | di Montopoli                                           | 0,300 km            | Innesto su S.S. n. 67 presso Montopoli in Val d'Arno - Innesto su S.P. "Romanina" |          |  |
| ex         | di Siracusa                                            | 2,000 km            | Innesto sul terminale meridionale della S.S. n. 114 presso Siracusa Innesto sul terminale settentrionale dell'autostrada A18 Classificata come parte della SS 114 |          |  |
| ex         | Oschiri - Monti                                        | 25,580 km           | Innesto su S.S. n. 597 presso Oschiri - Innesto su S.S. n. 199 presso Monti Classificata come parte della SS 597 |          |  |
| ex         | Variante di Mattinata                                  | 6,540 km            | Innesto su S.S. n. 89 presso Mattinata - Innesto su S.P. n. 53 presso Masseria Mattinatella Classificata come parte della SS 688 |          |  |
|            | ex SS 106 (Variante di Bova Marina e Palizzi)          | 7,500 km            | Innesto su S.S. n. 106 presso Bova Marina - Innesto su S.S. n. 126 presso Palizzi |          |  |
| ex         | del Porto di Civitavecchia                             | 7,200 km            | Porto di Civitavecchia - Innesto su S.S. n. 1 presso la località Pantano Classificata come SS 698 |          |  |
|            | Variante dell'Aeroporto delle Marche                   | 1,300 km            | Innesto su S.S. 76 "della Val d'Esino" in località Castelferretti - Aeroporto delle Marche |          |  |
| ex         | Tangenziale di Termoli                                 | 12,450 km           | Innesto su S.S. n. 16 al km 535+215 presso Termoli - Innesto con la S.S. n. 87 al km 219+400 presso Termoli Classificata come SS 709 |          |  |
| ex         | Tangenziale di Termoli                                 | 6,602 km            | Innesto su S.S. n. 16 al km 535+215 - Innesto su S.P. n. 113 presso Termoli Successivamente inserita nell'itinerario della NSA 250 |          |  |
| ex         | Variante tra Tertenia e lo svincolo di Marina di Gairo | 10,000 km           | Innesto su S.S. n. 125 presso Tertenia - Innesto con S.P. per Marina di Gairo Successivamente inserita nell'itinerario della NSA 232 |          |  |
| ex         | ex SS 9 (Variante di Anzola dell'Emilia)               | 4,180 km            | Innesto su S.S. n. 9 al km 122+250 - Innesto su S.S. n. 9 al km 126+430 Consegnata ai comuni di Anzola dell'Emilia e Bologna |          |  |
|            | ex SS 17 (Variante di Rocca Pia)                       | 2,400 km 2,600 km   | 1° tronco: Innesto con la S.S. n. 17 al km 119+350 - Innesto con la S.S. n. 17 al km 121+750 2° tronco: Innesto con la S.S. n. 17 al km 123+800 - Innesto con la S.S. n. 17 al km 126+400                                                                                                   |          |  |
| ex         | Variante di San Donà di Piave                          | 6,960 km            | Innesto con la S.S. n. 14 al km 27+750 - Innesto con la S.P. n. 43 presso la Rotonda Caposile Classificata come SS 14 var/A |          |  |
| ex         | Variante di San Donà di Piave                          | 5,700 km            | Innesto con la S.P. n. 43 - Innesto con la S.P. n. 54 Classificata come SS 14 var/B |          |  |
| ex         | dell'Abbazia di Fossanova                              | 20,500 km           | Innesto su S.S. n. 7 presso Terracina - Innesto ex S.S. n. 156 presso Prossedi Classificata come SS 699 |          |  |
| n260 - 270 |                                                        |                     | |          |  |
| ex         | ex SS 77 (Variante tra Leggiana e Casnove)             | 3,806 km            | Innesto su S.S. n. 77 presso Leggiana - Innesto ex S.S. n. 77 presso Casenove Consegnata al comune di Foligno |          |  |
| ex         | Variante tra Eggi e Campello sul Clitunno              | 17,902 km           | Innesto su S.S. n. 3 presso Eggi - Innesto ex S.S. n. 3 presso Sant'Eraclio Classificata come parte della SS 3 |          |  |
| ex         | Variante di Colfiorito                                 | 0,700 km            | Innesto su S.S. n. 77 presso Colfiorito - Innesto S.S. n. 77 presso Colfiorito Classificata come parte della SS 77 |          |  |
|            | ex SS 4 (Variante Galleria Colle Giardino)             | 5,700 km            | Innesto su S.S. n. 4 al km 70+800 - Innesto su S.S. n. 4 al km 76+500 presso Rieti |          |  |
|            | ex SS 113 (Variante Viadotto Arancio)                  | 0,600 km            | Innesto su S.S. n. 113 al km 172+400 - Innesto su S.S. n. 113 al km 173+000 |          |  |
| ex         | Sassari-Porto Torres                                   | 20,781 km           | Innesto con la S.S. n. 131 presso Sassari - Truncu Reale - Porto Torres Classificata come parte della SS 131 |          |  |
| ex         | Nuova Cagliaritana                                     | 10,240 km           | Innesto su S.S. n. 125 al km 15+400 - Innesto su S.P. n. 17 presso Terra Mala Classificata come SS 554 bis |          |  |
| ex         | ex SS 26 (Variante di La Plantaz)                      | 1,050 km            | Innesto su S.S. n. 26 al km 92+150 presso La Plantaz - Innesto su S.S. n. 26 al km 93+200 presso Quart Consegnata ai comuni di Nus e Quart |          |  |
|            | ex SS 50 bis (Variante tra Arten e Arsiè)              | 1,000 km            | Innesto su S.S. n. 50 bis al km 6+300 - Innesto su S.S. n. 50 bis al km 7+300 |          |  |
| ex         | Raccordo del canale Stombi                             | 3,470 km            | Innesto su S.S. n. 534 presso Gli Stombi - Innesto su S.S. n. 106 radd presso Bivio i Casoni Classificata come parte della SS 534 |          |  |
| ex         | Tangenziale di Mondovì                                 | 9,300 km            | Innesto su ex S.S. n. 28 dir presso il casello di Mondovì dell'A6 - Innesto su S.P. n. 5 "Villanova-Mondovì" Classificata come SS 704 |          |  |
| ex         | Tangenziale Est di Campobasso                          | 2,450 km            | Innesto su S.S. n. 87 a San Vito (Campobasso) - Innesto su S.P. a San Giovanni dei Gelsi (Campobasso) Classificata come SS 710 |          |  |
| ex         | Tangenziale Ovest di Campobasso                        | 1,800 km            | Innestu su NSA n. 276 presso San Vito (Campobasso) - Santa Maria delle Foras (Campobasso) Classificata come SS 711 |          |  |
|            | ex SS 212 (Variante di Riccia)                         | 8,300 km            | Innesto con la S.S. n. 212 al km 57+000 - Innesto con la ex S.S. n. 17 al km 249+980 |          |  |
| ex         | ex SS 87 (Variante di San Martino in Pensilis)         | 1,600 km 2,500 km   | Innesto su S.S. n. 87 al km 209+600 - Innesto su S.S. n. 87 al km 211+200 Innesto su S.S. n. 87 al km 212+500 - Innesto su S.S. n. 87 al km 215+000 Consegnata ai comuni di San Martino in Pensilis e Portocannone                                                                          |          |  |
| ex         | ex SS 16 (Variante di Pantano Basso)                   | 1,170 km            | Innesto su S.S. n. 16 al km 546+900 - Innesto su S.S. n. 16 al km 548+070 Consegnata al comune di Termoli |          |  |
|            | Gallico-Gambarie                                       | 6,920 km            | Svincolo di Gallico dell'A3 - Innesto con la S.P. n. 7 in località Mulini di Calanna |          |  |
| ex         | Variante Padule-Branca                                 | 6,700 km            | Innesto con la S.S. n. 318 presso Branca - Innesto con la S.S. n. 219 presso Padule Classificata come parte della SS 219 |          |  |
| ex         | del Nucleo Industriale di Rieti                        | 2,200 km            | Innesto su S.S. n. 4 presso Rieti - Nucleo Industriale di Rieti Classificata come SS 701 |          |  |
| ex         | dei Tre Confini                                        | 10,300 km           | Innesto su S.P. n. 21 presso Miranda - Innesto su S.P. n. 11 presso Forlì del Sannio Classificata come SS 17 var/A |          |  |
| ex         | Tangenziale di Caserta                                 | 8,800 km            | Innesto con la ex S.S. n. 265 presso Maddaloni - Svincolo per Caserta Classificata come parte della SS 700 |          |  |
| ex         | del Porto di Taranto                                   | 0,800 km            | Innesto con la S.S. n. 7 presso Taranto - Innesto con la S.S. n. 106 presso Taranto Classificata come parte della SS 689 |          |  |
| ex         | dell'Aeroporto di Brindisi                             | 1,500 km            | Innesto con la S.C. n. 10 presso Brindisi - Aeroporto di Brindisi Classificata come parte della SS 697 |          |  |
| ex         | dell'Aeroporto di Brindisi                             | 0,667 km            | Innesto con la S.S. n. 379 presso Brindisi - Innesto con la S.C. n. 10 presso Brindisi Classificata come parte della SS 697 |          |  |
|            | SS 7 Variante di Potenza                               | 1,750 km            | Innesto con il raccordo Scalo Sicignano-Potenza a Potenza - Innesto con la S.S. n. 407 a Potenza Classificata come parte della SS 7 |          |  |
|            | di Rivello                                             | 2,000 km            | Innesto con la S.S. n. 585 presso Rivello - Rivello |          |  |
| ex         | ex SS 104                                              | 2,350 km            | Innesto con la S.S. n. 653 presso Lauria Nord - Innesto con la ex S.S. n. 19 presso Pecorone |          |  |
|            | ex SS 318 (Variante di Casa Castalda)                  | 1,400 km            | Innesto con la S.S. n. 318 al km 6+600 - Innesto con la S.S. n. 318 al km 8+000 |          |  |
|            | SS 18 Variante del Viadotto Alento                     | 7,000 km            | Svincolo della S.S. n. 18 di Sessa Cilento al km 119+600 - Svincolo della S.S. n. 18 di Vallo Scalo al km 126+600 |          |  |
|            | del Torrente Bisagno                                   | 0,630 km            | Località Castagnello - Innesto con la S.S. n. 45 al km 11+150 La porzione da 0,630 a 1,750 è stata consegnata al comune di Genova |          |  |
|            | ex SS 96 (Variante di Gravina)                         | 12,310 km           | Innesto su S.S. n. 96 al km 55+790 - Innesto su S.S. n. 96 al km 68+100 |          |  |
|            | ex SS 260 (Variante tra Pizzoli e Barete)              | 6,300 km            | Innesto su S.S. n. 260 presso Pizzoli - Innesto su S.S. n. 260 presso San Pelino |          |  |
|            | ex SS 80 racc                                          | 2,000 km            | Svincolo di San Niccolò a Tordino con la S.S. n. 80 racc - Innesto con la S.S. n. 80 presso San Nicolò a Tordino |          |  |
|            | Variante di Francavilla a Mare                         | 9,283 km            | Pescara - Francavilla Classificata come parte della SS 714 |          |  |
|            | Variante di Francavilla a Mare                         | 1,300 km            | Svincolo di Foro Morto dell'A14 - A14 Classificata come SS 714 dir/B |          |  |
|            | di Catanzaro                                           | 1,920 km            | Innesto con la S.S. n. 109 bis - Nuovo Ponte di Siano |          |  |
|            | Raccordo Lecco-Valsassina                              | 9,036 km            | Lecco - Innesto con la S.P. n. 61 presso Lecco Classificata come SS 36 racc |          |  |